# Šahy
Šahy (maďarsky Ipolyság, zřídka německy Eipelschlag) jsou město na jihu Slovenska. Žije v něm přibližně 6 900 obyvatel.

## Název
Název města pravděpodobně pochází z vlastního jména šáchor, které označuje vodní rostlinu, jež se hojně vyskytovala v bažinatém povodí řeky Ipeľ a kterou původní slovenští obyvatelé nížin používali k pokrývání střech. Podle jiné hypotézy je název odvozen od staromaďarského sag (= kopec, země), což však nelze historicky doložit. Další podobná nepodložená hypotéza hovoří o shodě se jménem kmene Kabar.

## Historie
První písemná zmínka o městě pochází z roku 1244 a město v ní je označeno jako Saag. Jeho předchůdcem byla osada v blízkosti premonstrátského kláštera, jehož hlavní budova stojí vedle katolického kostela. Katolický kostel byl postaven v barokním období, ale po tureckých nájezdech téměř do základů vyhořel; původní ústupový portál, bohatě zdobený reliéfy s rostlinnými motivy, se však dochoval dodnes. Město bylo dříve sídlem hrabství a mělo právo meče – právo popravovat odsouzené.
V letech 1938 až 1945 bylo město na základě první vídeňské arbitráže součástí Maďarska.

### Židovská komunikta
Židé žili v Šahách ve větším počtu od 19. století, na přelomu 19. a 20. století založili nejstarší tiskárnu ve městě – Neumannovu tiskárnu. I dnes jsou ve městě dva židovské hřbitovy, ortodoxní na severu města a druhý na Homku. V Šahách byla také škola Talmudu. Ze tří synagog stojí dvě. Velkou synagogu prodala židovská obec kolem roku 1970 městu, druhá dnes patří Hontianskému muzeu a je v ní památník obětem holokaustu. Kolem roku 1900 měla židovská obec 1200 členů, což byla asi čtvrtina obyvatelstva. V roce 1944 byla deportována do koncentračních táborů. Podle informací starosty města Ing. Jána Lőwyho se po válce vrátilo sotva 30 lidí, mnozí z nich okamžitě emigrovali. Poslední obyvatel Šah, který měl pouze židovské předky, zemřel v roce 2006.

## Přírodní poměry
Město leží na řece Ipeľ, přímo při státní hranici s Maďarskem. Nachází se přibližně 38 km od Levic a přibližně 80 km od Budapešti. Ve městě žije přibližně 8 000 obyvatel převážně maďarské národnosti (62 % roku 2001).
Městem Šahy protéká řeka Ipeľ, která odděluje část Homok od zbytku města. Západně od města se do řeky Ipel vlévá řeka Krupinica. V Preselanech se řeka Kamenec vlévá do řeky Ipeľ. V katastrálním území Šahy leží přírodní památka Slepencová terasa.

## Obyvatelstvo
Výsledky sčítání lidu v roce 2011 v Šahách: 7 624 obyvatel, z toho 4 410 (57,8 %) maďarské národnosti, 2 959 (38,8 %) slovenské, 33 české a 33 jiné národnosti.

## Části města
- Preseľany
- Tešmák
- Homok

## Doprava
Mezinárodní hraniční přechod Šahy/Parassapuszta mezi Slovenskem a Maďarskem je významný pro silniční tranzit z Balkánu přes Maďarsko a Slovensko do Polska. Přechod ztratil vstupem Slovenska a Maďarska do Schengenského prostoru dne 21. prosince 2007 svou úřední funkci.

### Silniční doprava
Přes Šahy vede evropská silnice E77; mezinárodní hraniční přechod Šahy/Parassapuszta mezi Slovenskem a Maďarskem, důležitý pro silniční tranzit z Balkánu přes Maďarsko a Slovensko do Polska, ztratil svou funkci po vstupu Slovenska a Maďarska do schengenského prostoru 21. prosince 2007.

### Železniční doprava
- Dne 24. září 1886 byla předána trať Šahy–Čata, Šahy byly spojeny se Štúrovem a Bratislavou.
- Dne 15. srpna 1891 byla předána trať Šahy – Drégelypalánk (Drégely Pálanka) – Balassagyarmat (Balázs Ďarmoty).
- Dne 7. dubna 1899 byla předána trať Šahy–Krupina.
- Dne 11. července 1909 přijel první vlak z Budapešti.
- V roce 1918 byl úsek Šahy–Drégelypalánk (6,5 km) po vytýčení hranic zrušen.
- Dne 15. ledna 1925 byla předána trať Krupina – Zvolen, Šahy byly připojeny ke střednímu Slovensku.
- Dne 2. února 2003 byla přerušena osobní doprava na trati Šahy–Čata.
- Dne 2. února 2003 byla přerušena osobní doprava na trati Šahy–Krupina.
- Dne 15. června 2003 byla obnovena osobní doprava na trati Šahy–Čata.
- Dne 2. ledna 2019 byla obnovena osobní doprava na trati Zvolen–Šahy.

## Společnost
Mezinárodní silnice E77 Budapešť – Krakov vede po ulici SNP, přes Hlavní náměstí, přes Ipeľský most, Hontianskou ulicí k hraničnímu přechodu – tedy centrem města. Na bývalé Sedliacké ulici, nyní ulici Janka Krále, se nachází sídliště, které bylo během povodní pod vodou. Na hlavním náměstí je knihovna, radnice, hotel a autobusové nádraží. Na Lesné cestě se nachází bývalý židovský hřbitov, na Ružové ulici je zrekonstruovaná synagoga, na Mládežnické ulici je slovenské i maďarské gymnázium.

### Školství
- Gymnázium Šahy
- Gymnázium Šahy s maďarským vyučovacím jazykem
- Církevní osmileté gymnázium Ference Fegyvernekiho s vyučovacím jazykem maďarským v Šahách
- Střední odborná škola – Szakközépiskola se slovenským a maďarským vyučovacím jazykem
- Odborná internátní škola
- Základní škola Janka Kráľa
- Základní škola, E.B. Lukáča
- Základní škola Lajose Pongrácze s maďarským vyučovacím jazykem
- Církevní základní škola Ference Fegyvernekiho s maďarským vyučovacím jazykem
- Speciální základní škola s mateřskou školou internátní[6]

### Sport
- TJ SAAG Šahy – tělovýchovná jednota, oddíly: karate, tenis, stolní tenis
- Fotbalový klub – FK Slovan Šahy
- Body Building Club Tešmak
- Klub horských kol Ipeľ Šahy
- Kulturistický klub Šahy

## Pamětihodnosti
- Římskokatolický kostel Nanebevzetí Panny Marie, jednolodní původně románská stavba s polygonálně ukončeným presbytářem a dvěma věžemi tvořícími jeho hmotu z doby kolem roku 1238. Kostel byl součástí premonstrátského klášterního komplexu. Budova byla poškozena během tureckých nájezdů a kolem roku 1738 byla výrazně přestavěna v barokním stylu. Při výzkumu v roce 2008 bylo v severní části lodi objeveno také románské zdivo, což potvrzuje, že se z původní stavby dochovalo více, než se původně předpokládalo. Nejcennějším prvkem kostela je románsko-gotický ústupkový portál zdobený rostlinnými, figurálními a zvířecími motivy. Portál je na Slovensku vzácně dochovaným kvalitním dílem.[7] Z původního kláštera se dochovalo jedno křídlo kolem rajského dvora, které v pozdějším období sloužilo jako sýpka. Jedná se o dvoupatrovou gotickou trojtraktovou budovu na obdélníkovém půdorysu ze 14. až 15. století.[8]

- Kostel Nanebevzetí Panny Marie
- Románsko-gotický portál
- Interiér kostela
- Jeden z epitafů v interiéru
- Bývalý premonstrátský klášter

- Bývalý okresní dům, dvoupatrová pozdně klasicistní dvoutraktová budova z let 1827–1841.[9] Dominantou budovy je střední pětiosý rizalit členěný pilastry. Atika v podobě balustrády je bohatě zdobena sochami, na středové ose je umístěn erb Hontianské stolice. Okna mají ozdobné půlkruhové suprafenestry s ornamentálními vlysy. Ve sklepě tohoto domu byl v roce 1848 vězněn Janko Král, který zde napsal svou báseň Šahy. V současné době v budově sídlí obecní úřad.
- Mariánský sloup se sochou Immaculaty, klasicistní socha z roku 1858.[10] Nachází se v parku na Hlavním náměstí.
- Synagoga status quo ante, sálový výstupek s litinovým ochozem z roku 1852.[11] Průčelí synagogy je trojtraktové se třemi vchody. Na půdě jsou uloženy desky Desatera. Po rekonstrukci je v něm galerie současného umění.
- Ortodoxní synagoga, maursko-secesní halová stavba z roku 1929. Uvnitř se nachází litinová galerie. Třítraktové průčelí je historizující, zakončené deskami Desater.[12] Ve druhé polovině 20. století bylo přestavěno.
- Židovské hřbitovy, ortodoxní a status quo ante.
- Hontianská kalvárie, soubor secesních zastávek z roku 1907. Stojí na místě starší kalvárie, kterou v 18. století postavili jezuité.
- Kaple Panny Marie Sedmibolestné z roku 1770.

- Radnice, bývalý okresní dům
- Attika s erbem Hontianské stolice
- Mariánský sloup

- Hontianské muzeum a Galerie Ľudovíta Simonyiho

## Osobnosti

### Rodáci
- Ľudovít Winter (1870–1968), stavitel lázní Piešťany
- Ferdinand Daučík (1910–1986), hráč Slovanu a Slávie, reprezentant na dvou mistrovstvích světa, trenér FC Barcelona
- Juraj Berczeller (1914–2008), hudebník, kapelník, skladatel, klavírista a aranžér. Zakladatel slavné bratislavské Tatry revue, dnešního Studia L+S.
- István Harna (* 1940), poslanec Národní rady Slovenské republiky
- László Gyurgyík (* 1954), sociolog
- Pál Csáky (* 1956), bývalý místopředseda slovenské vlády
- Tibor Tóth (* 1957), bývalý vedoucí Úřadu vlády Slovenské republiky, bývalý poslanec Národní rady Slovenské republiky, člen Vyššího územního celku Nitra
- Tibor Bastrnák (* 1964), poslanec Národní rady Slovenské republiky

### Působili zde
- Alojz Sokol (1871–1932), vyrůstal zde, chodil do školy
- Ladislav Ballek (1941–2014), velvyslanec Slovenské republiky v Praze, spisovatel – romány z města a okolí, chodil zde na gymnázium

## Partnerská města
- Vác, Maďarsko
- Szécsény, Maďarsko